# Emilio Casalini
Emilio Casalini (Cornocchio di Golese, Emília-Romanya, 5 de novembre de 1941) fou un ciclista italià que fou professional entre 1965 i 1973. En el seu palmarès destaca una etapa del Giro d'Itàlia de 1968.

## Palmarès
- 1964
  - 1r a la Coppa Collecchio
- 1968
  - Vencedor d'una etapa al Giro d'Itàlia
- 1969
  - Vencedor d'una etapa al Giro de Sardenya

### Resultats al Giro d'Itàlia
- 1966. 46è de la classificació general
- 1967. 51è de la classificació general
- 1968. 64è de la classificació general. Vencedor d'una etapa
- 1969. 53è de la classificació general
- 1971. 67è de la classificació general
- 1972. 47è de la classificació general